# Wladimir Geels

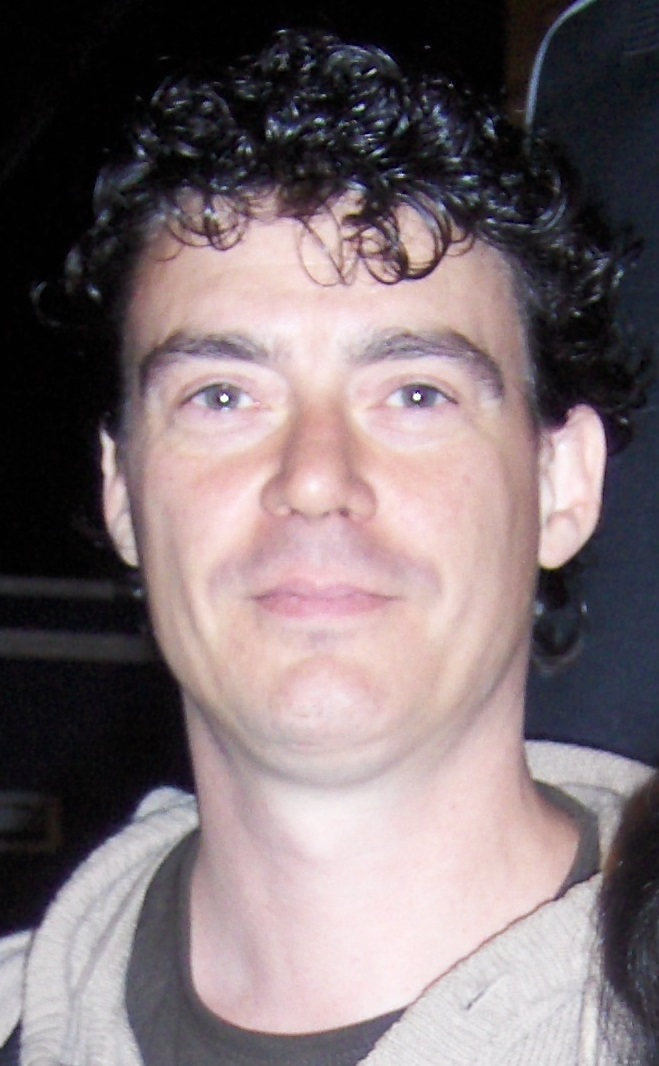

Wladimir Geels (Eindhoven, 22 oktober 1969) is de Nederlandse bassist van de Limburgse band Rowwen Hèze.

## Levensloop
Geels werd geboren in Eindhoven maar groeide op in de omgeving van Maastricht.
Hij was bassist bij onder andere Noordkaap, Triggerfinger, Jan Leyers, Cocojr., Kris De Bruyne en Yasmine, en trad op in Vlaamse televisieprogramma's als Het Swingpaleis en De Laatste Showband. Daarnaast is Geels gastdocent aan de Hogeschool PXL in Hasselt.
Geels speelt voornamelijk op een Fender Jazz Bass uit 1971. Op 1 oktober 2013 werd bekendgemaakt dat hij Jan Philipsen opvolgde bij Rowwen Hèze.